# Coupe d'Europe des nations d'athlétisme 1994
Navigation
CE des nations 1993 CE des nations 1995
La 15e coupe d'Europe des nations d'athlétisme se déroule les 25 et 26 juin 1994 à Birmingham au Royaume-Uni pour la Superligue, et les 11 et 12 juin à Valence pour la 1re division, à Dublin, Istanbul et Ljubljana pour la 2e division. Elle comporte 20 épreuves chez les hommes et 17 chez les femmes.
L'Allemagne remporte les deux épreuves, masculine et féminine, devant le pays hôte.

## Super Ligue
Si l'Allemagne remporte facilement le titre chez les hommes, la lutte a été beaucoup plus serrée chez les femmes. Les Allemandes étaient quatrièmes après la première journée à 13 points des Britanniques, pour finalement les battre d'un point.
Les Français après leur troisième place l'année précédente sont relégués, leurs homologues féminines se maintiennent de justesse. A égalité avec les Roumaines, elles sont départagées au nombre de deuxièmes places (3 contre 2). Devant leur public, les deux équipes Britanniques terminent deuxièmes et se qualifient chacune pour la Coupe du monde des nations qui se déroule à Londres.
| Place | Pays        | Points |
| ----- | ----------- | ------ |
| 1     | Allemagne   | 121    |
| 2     | Royaume-Uni | 106,5  |
| 3     | Russie      | 101    |
| 4     | Ukraine     | 87     |
| 5     | Italie      | 84     |
| 6     | Suède       | 81,5   |
| 7     | France      | 80     |
| 8     | Roumanie    | 55     |

| Place | Pays        | Points |
| ----- | ----------- | ------ |
| 1     | Allemagne   | 98     |
| 2     | Royaume-Uni | 97     |
| 3     | Russie      | 95     |
| 4     | Ukraine     | 86     |
| 5     | Biélorussie | 64     |
| 6     | France      | 60     |
| 7     | Roumanie    | 60     |
| 8     | Espagne     | 50     |

## Résultats par épreuve

### Hommes
| Épreuve | Or                                                          | Or             | Argent                                                                  | Argent         | Bronze                                                                       | Bronze         |
| --- | ----------------------------------------------------------- | -------------- | ----------------------------------------------------------------------- | -------------- | ---------------------------------------------------------------------------- | -------------- |
| 100 m Vent : (+0,9 m/s) | Linford Christie GBR                                        | 10 s 21        | Marc Blume GER                                                          | 10 s 37        | Pavel Galkin RUS                                                             | 10 s 42        |
| 200 m Vent : (-0,1 m/s) | Linford Christie GBR                                        | 20 s 67        | Sergey Osovich UKR                                                      | 20 s 70        | Daniel Sangouma FRA                                                          | 21 s 04        |
| 400 m | Roger Black GBR                                             | 45 s 08        | Jean-Louis Rapnouil FRA                                                 | 46 s 43        | Dmitriy Golovastov RUS                                                       | 46 s 58        |
| 800 m | Nico Motchebon GER                                          | 1 min 48 s 10  | Davide Cadoni ITA                                                       | 1 min 48 s 42  | Craig Winrow GBR                                                             | 1 min 48 s 76  |
| 1 500 m | Andrey Bulkovskiy UKR                                       | 3 min 49 s 33  | Rüdiger Stenzel GER                                                     | 3 min 49 s 38  | Gary Lough GBR                                                               | 3 min 49 s 57  |
| 5 000 m | Dieter Baumann GER                                          | 13 min 48 s 95 | Abdellah Béhar FRA                                                      | 13 min 49 s 12 | Ovidiu Olteanu ROM                                                           | 13 min 49 s 43 |
| 10 000 m | Francesco Panetta ITA                                       | 28 min 38 s 45 | Stéphane Franke GER                                                     | 28 min 38 s 99 | Oleg Strizhakov RUS                                                          | 29 min 03 s 55 |
| 3 000 m steeple | Alessandro Lambruschini ITA                                 | 8 min 24 s 98  | Steffen Brand GER                                                       | 8 min 27 s 83  | Justin Chaston GBR                                                           | 8 min 29 s 99  |
| 110 m haies Vent : (+1,9 m/s) | Florian Schwarthoff GER                                     | 13 s 35        | Vladimir Belokon UKR                                                    | 13 s 62        | Andy Tulloch GBR                                                             | 13 s 65        |
| 400 m haies | Sven Nylander SWE                                           | 49 s 36        | Oleg Tverdokhleb UKR                                                    | 49 s 37        | Stéphane Diagana FRA                                                         | 49 s 47        |
| 4 × 100 m | GBR Jason John Solomon Wariso John Regis Linford Christie   | 38 s 72        | UKR Sergey Osovich Dmitriy Vanyakin Oleg Kramarenko Vladislav Dologodin | 38 s 79        | GER Holger Blume Steffen Görmer Michael Huke Marc Blume                      | 38 s 81        |
| 4 × 400 m | GBR Du'aine Ladejo Adrian Patrick Brian Whittle Roger Black | 3 min 02 s 50  | RUS Dmitriy Golovastov Mikhail Vdovin Ruslan Mashchenko Dmitriy Kosov   | 3 min 03 s 57  | FRA Jean-Louis Rapnouil Bruno Konczylo Pierre-Marie Hilaire Stéphane Diagana | 3 min 03 s 74  |
| Saut en hauteur | Wolf-Hendrik Beyer GER                                      | 2,25 m         | Patrick Thavelin SWE                                                    | 2,20 m         | Dalton Grant GBR                                                             | 2,20 m         |
| Saut à la perche | Jean Galfione FRA                                           | 5,70 m         | Patrik Stenlund SWE                                                     | 5,60 m         | Tim Lobinger GER                                                             | 5,60 m         |
| Saut en longueur | Stanislav Tarasenko RUS                                     | 8,02 m         | Dietmar Haaf GER                                                        | 7,84 m         | Bogdan Tudor ROM                                                             | 7,78 m         |
| Triple saut | Denis Kapustin RUS                                          | 17,30 m        | Tord Henriksson SWE                                                     | 16,99 m        | Serge Hélan FRA                                                              | 16,92 m        |
| Lancer du poids | Paolo Dal Soglio ITA                                        | 19,69 m        | Roman Virastyuk UKR                                                     | 19,40 m        | Gheorghe Guset ROM                                                           | 19,23 m        |
| Lancer du disque | Dmitri Chevtchenko RUS                                      | 64,74 m        | Jürgen Schult GER                                                       | 64,42 m        | Vladimir Zinchenko UKR                                                       | 62,80 m        |
| Lancer du marteau | Vasiliy Sidorenko RUS                                       | 78,76 m        | Andrey Skvaruk UKR                                                      | 78,20 m        | Christophe Épalle FRA                                                        | 78,16 m        |
| Lancer du javelot | Andrey Moruyev RUS                                          | 87,34 m        | Raymond Hecht GER                                                       | 85,40 m        | Mick Hill GBR                                                                | 85,28 m        |
| Records et Performances - AR : Record continental (area record) - CR : Record des championnats (championship record) - MR : Record du meeting (meet record) - NR : Record national (national record) - OR : Record olympique (olympic record) - PR : Record paralympique (paralympic record) - PB : Record personnel (personal best) - SB : Meilleure performance personnelle de la saison (season's best) - WL : Meilleure performance mondiale de l'année (world leader) - WJR : Record du monde junior (world junior record) - WR : Record du monde (world record) Circonstances et Conditions - DNF : N'a pas terminé (did not finish) - DNS : N'a pas pris le départ (did not start) - DQ : Disqualification (disqualification) - NM : Aucun essai valable enregistré (No Mark) - Q : Qualifié « directement » au prochain tour (ou à la prochaine compétition), lors d'une compétition majeure, grâce au classement ou à la réalisation des minima (automatic qualifier) - q : Qualifié au prochain tour (ou à la prochaine compétition), lors d'une compétition majeure, grâce au repêchage ou à la réalisation de l'une des meilleures performances parmi celles des « non qualifiés directement » (grâce au meilleur temps ou à la meilleure distance par exemple) (secondary qualifier) |                                                             |                |                                                                         |                |                                                                              |                |

### Femmes
| Épreuve | Or                                                                          | Or             | Argent                                                                    | Argent         | Bronze                                                                    | Bronze         |
| --- | --------------------------------------------------------------------------- | -------------- | ------------------------------------------------------------------------- | -------------- | ------------------------------------------------------------------------- | -------------- |
| 100 m Vent : (+0,8 m/s) | Zhanna Tarnopolskaya UKR                                                    | 11 s 26        | Katharine Merry GBR                                                       | 11 s 34        | Melanie Paschke GER                                                       | 11 s 37        |
| 200 m Vent : (+2,9 m/s) | Silke Knoll GER                                                             | 23 s 04        | Katharine Merry GBR                                                       | 23 s 38        | Oksana Dyachenko UKR                                                      | 23 s 65        |
| 400 m | Svetlana Goncharenko RUS                                                    | 52 s 08        | Melanie Neef GBR                                                          | 52 s 43        | Francine Landre FRA                                                       | 52 s 86        |
| 800 m | Diane Modahl GBR                                                            | 2 min 02 s 81  | Patricia Djaté FRA                                                        | 2 min 02 s 95  | Yelena Zavadskaya UKR                                                     | 2 min 04 s 43  |
| 1 500 m | Lyubov Kremlyova RUS                                                        | 4 min 05 s 97  | Kelly Holmes GBR                                                          | 4 min 06 s 48  | Violeta Beclea ROM                                                        | 4 min 09 s 26  |
| 3 000 m | Lyudmila Borisova RUS                                                       | 8 min 52 s 21  | Farida Fatès FRA                                                          | 8 min 53 s 40  | Sonia McGeorge GBR                                                        | 8 min 55 s 47  |
| 10 000 m | Kathrin Wessel GER                                                          | 32 min 26 s 85 | Rosario Murcia FRA                                                        | 32 min 59 s 80 | Rocío Ríos ESP                                                            | 33 min 22 s 18 |
| 100 m haies Vent : (-1,4 m/s) | Jacqui Agyepong GBR                                                         | 13 s 00        | Yuliya Graudyn RUS                                                        | 13 s 07        | Anne Piquereau FRA                                                        | 13 s 21        |
| 400 m haies | Sally Gunnell GBR                                                           | 54 s 62        | Tatyana Tereshchuk UKR                                                    | 55 s 04        | Tatyana Kurochkina BLR                                                    | 56 s 02        |
| 4 × 100 m | UKR Irina Slyusar Viktoriya Fomenko Anzhela Kravchenko Zhanna Tarnopolskaya | 43 s 38        | GBR Stephanie Douglas Katharine Merry Simmone Jacobs Paula Thomas         | 43 s 46        | GER Bettina Zipp Silke Lichtenhagen Silke Knoll Melanie Paschke           | 44 s 24        |
| 4 × 400 m | GBR Melanie Neef Tracy Goddard Phylis Smith Sally Gunnell                   | 3 min 27 s 33  | GER Jana Schönenberger Uta Rohländer Angelika Haggenmüller Heike Meissner | 3 min 27 s 78  | RUS Yelena Golesheva Vera Sychugova Yelena Andreyeva Svetlana Goncharenko | 3 min 28 s 85  |
| Saut en hauteur | Tatyana Shevchik BLR                                                        | 1,94 m         | Monica Iagar ROM                                                          | 1,91 m         | Yelena Gulyayeva RUS                                                      | 1,88 m         |
| Saut en longueur | Heike Drechsler GER                                                         | 6,99 m         | Olga Rublyova RUS                                                         | 6,65 m         | Larisa Kuchinskaya BLR                                                    | 6,54 m         |
| Triple saut | Helga Radtke GER                                                            | 13,90 m        | Rodica Petrescu ROM                                                       | 13,83 m        | Concepción Paredes ESP                                                    | 13,81 m        |
| Lancer du poids | Astrid Kumbernuss GER                                                       | 19,63 m        | Valentina Fedyushina UKR                                                  | 19,30 m        | Larisa Peleshenko RUS                                                     | 18,86 m        |
| Lancer du disque | Ilke Wyludda GER                                                            | 68,36 m        | Olga Nikishina UKR                                                        | 63,48 m        | Ellina Zvereva BLR                                                        | 62,92 m        |
| Lancer du javelot | Natalya Shikolenko BLR                                                      | 69,00 m        | Karen Forkel GER                                                          | 65,58 m        | Felicia Țilea ROM                                                         | 63,88 m        |
| Records et Performances - AR : Record continental (area record) - CR : Record des championnats (championship record) - MR : Record du meeting (meet record) - NR : Record national (national record) - OR : Record olympique (olympic record) - PR : Record paralympique (paralympic record) - PB : Record personnel (personal best) - SB : Meilleure performance personnelle de la saison (season's best) - WL : Meilleure performance mondiale de l'année (world leader) - WJR : Record du monde junior (world junior record) - WR : Record du monde (world record) Circonstances et Conditions - DNF : N'a pas terminé (did not finish) - DNS : N'a pas pris le départ (did not start) - DQ : Disqualification (disqualification) - NM : Aucun essai valable enregistré (No Mark) - Q : Qualifié « directement » au prochain tour (ou à la prochaine compétition), lors d'une compétition majeure, grâce au classement ou à la réalisation des minima (automatic qualifier) - q : Qualifié au prochain tour (ou à la prochaine compétition), lors d'une compétition majeure, grâce au repêchage ou à la réalisation de l'une des meilleures performances parmi celles des « non qualifiés directement » (grâce au meilleur temps ou à la meilleure distance par exemple) (secondary qualifier) |                                                                             |                |                                                                           |                |                                                                           |                |

## First League
La 1re division (First League) se dispute à Valence les 11 et 12 juin 1994. Comme en 1993, les deux premières équipes montent en Super Ligue. En revanche il n'y a pas d'équipe reléguée, en vue de la création de deux groupes au lieu d'un en 1995.
| Place | Pays        | Points |
| ----- | ----------- | ------ |
| 1     | Espagne     | 113    |
| 2     | Pologne     | 112,5  |
| 3     | Biélorussie | 102    |
| 4     | Grèce       | 95,5   |
| 5     | Hongrie     | 89     |
| 6     | Tchéquie    | 83     |
| 7     | Bulgarie    | 71     |
| 8     | Danemark    | 52     |

| Place | Pays     | Points |
| ----- | -------- | ------ |
| 1     | Pologne  | 106    |
| 2     | Italie   | 94     |
| 3     | Portugal | 81     |
| 4     | Tchéquie | 80     |
| 5     | Finlande | 72     |
| 6     | Suisse   | 68     |
| 7     | Lituanie | 64     |
| 8     | Autriche | 43     |

## Seconde division
La seconde division (en anglais Second League) est divisée en trois groupes. Ces finales se sont déroulées les 11 et 12 juin 1994 à Dublin, Istanbul et Ljubljana. 8 équipes sont promues pour faciliter l'expansion de la première division en deux groupes. Une équipe composée d'un regroupement de plusieurs pays fait son apparition, l'Association d'athlétisme des petits pays d'Europe (AASSE).

### Hommes
| Place | Pays     | Points |
| ----- | -------- | ------ |
| 1     | Belgique | 102    |
| 2     | Pays-Bas | 97     |
| 3     | Portugal | 95     |
| 4     | Irlande  | 90     |
| 5     | Lituanie | 77     |
| 6     | Islande  | 63     |
| 7     | AASSE    | 35     |

| Place | Pays      | Points |
| ----- | --------- | ------ |
| 1     | Norvège   | 107    |
| 2     | Suisse    | 100    |
| 3     | Slovaquie | 89     |
| 4     | Chypre    | 72     |
| 5     | Israël    | 70     |
| 6     | Croatie   | 68     |
| 7     | Turquie   | 54     |

| Place | Pays     | Points |
| ----- | -------- | ------ |
| 1     | Finlande | 127    |
| 2     | Lettonie | 96     |
| 3     | Slovénie | 90,5   |
| 4     | Autriche | 89,5   |
| 5     | Estonie  | 67     |
| 6     | Moldavie | 56     |
| 7     | Albanie  | 30     |

### Femmes
| Place | Pays     | Points |
| ----- | -------- | ------ |
| 1     | Pays-Bas | 99     |
| 2     | Belgique | 88     |
| 3     | Grèce    | 76     |
| 4     | Danemark | 74     |
| 5     | Irlande  | 62     |
| 6     | Islande  | 55     |
| 7     | AASSE    | 22     |

| Place | Pays      | Points |
| ----- | --------- | ------ |
| 1     | Bulgarie  | 106    |
| 2     | Norvège   | 97     |
| 3     | Turquie   | 74     |
| 4     | Slovaquie | 65     |
| 5     | Croatie   | 49     |
| 6     | Chypre    | 48     |
| 7     | Israël    | 36     |

| Place | Pays     | Points |
| ----- | -------- | ------ |
| 1     | Suède    | 97     |
| 2     | Hongrie  | 95     |
| 3     | Slovénie | 80     |
| 4     | Lettonie | 62     |
| 5     | Estonie  | 58     |
| 6     | Moldavie | 53     |
| 7     | Albanie  | 27     |